# A Brief History of Time
A Brief History of Time  (dansk titel: Hawkings univers: fra big bang til sorte huller) er en populærvidenskabsbog om kosmologi (studiet af universet) af den britiske fysiker Stephen Hawking. Den blev første gang udgivet i 1988. Hawking skrev bogen for ikke-akademiske læsere, der ikke har forudgående kendskab til videnskabelige teorier.
I A Brief History of Time skriver Hawking i ikke-tekniske termer om universets struktur, oprindelse, udvikling og endelige skæbne, igennem studiet af astronomi og moderne fysik. Han fortæller om grundlæggende begreber som rum og tid, grundlæggende byggesten, der udgør universet (som kvarker), og de grundlæggende kræfter, der styrer det (som tyngdekraften). Han skriver om kosmologiske fænomener som Big Bang og sorte huller. Han diskuterer to store teorier, almen relativitet og kvantemekanik, som moderne forskere bruger til at beskrive universet. Endelig fortæller han om den søgen efter en samlende teori, der beskriver alt i universet på en sammenhængende måde.
Bogen blev en bestseller og har solgt flere end 10 millioner eksemplarer på 20 år. Den var også på den londonske avis Sunday Times bestsellerliste i mere end fem år og var blevet oversat til 35 sprog i 2001.

## I anden litteratur
I 1991 instruerede Errol Morris en dokumentarfilm om Stephen Hawking, men selv om de deler titel, er filmen en biografisk undersøgelse af Hawking, og ikke en filmet version af bogen.
Metropolitan Opera i New York City, USA ville derimod opføre en opera med premiere i 2015-16 baseret på Hawkings bog. Den skulle komponeres af Osvaldo Golijov med en libretto af Alberto Manguel samlet i en produktion af Robert Lepage. Den planlagte opera blev ændret til at være omkring et andet emne, og i sidste ende aflyst helt.